# Vexilo

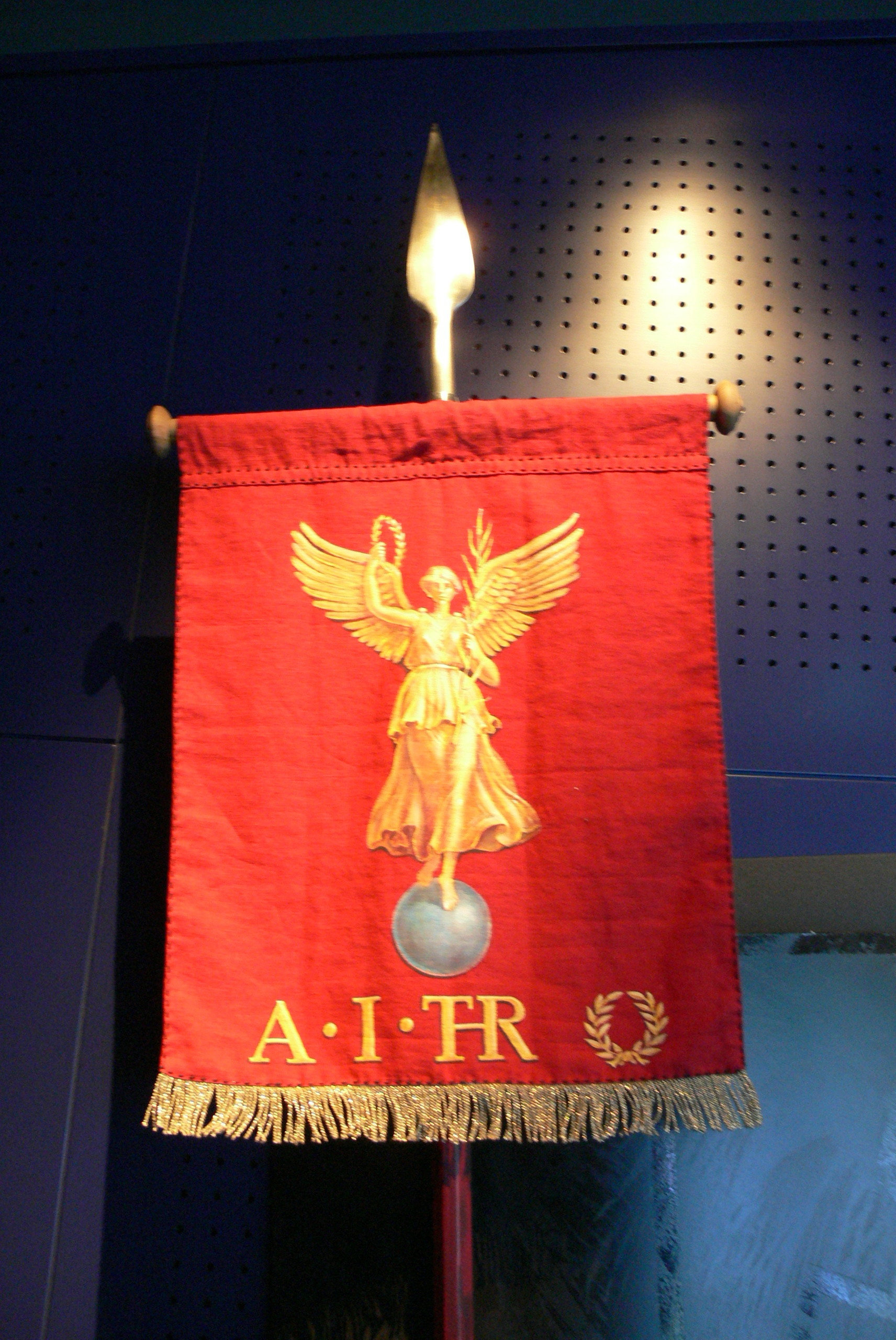
Reprodução moderna de um vexilo de uma ala de cavalaria romana

O vexilo (em latim: vexillum no singular; vexilla no plural nominativo) era um objeto em forma de bandeira utilizado no período clássico do Império Romano como insígnia ou estandarte.

## Aspeto

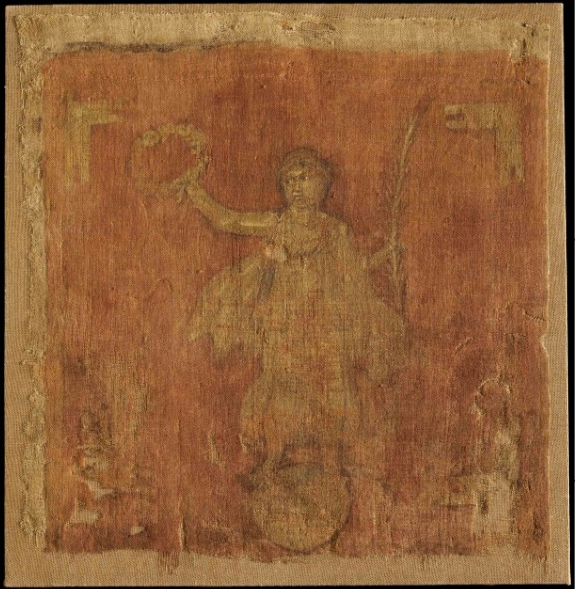
O único vexilo romano sobrevivente, século III, Museu Pushkin, Rússia

O termo latino vexillum deriva da palavra velum que significa "vela" (de navio). Assim - e como confirmado por evidências históricas, incluindo moedas e esculturas da época - os vexilos constituíam literalmente  pequenas velas usadas como insígnias. Cada vexilo era constituído por um pano suspenso de uma vareta presa transversalmente a uma haste vertical, portanto de uma forma análoga à suspensão de uma vela na verga do mastro de um navio. Divergia assim das modernas bandeiras que são normalmente presas diretamente às hastes verticais, pelas respetivas tralhas.
Os vexilos da época da República Romana são frequentemente representados como tendo um pano vermelho, contendo a inscrição SPQR (sigla de "o Senado e o Povo de Roma") em letras douradas. Por falta de fontes originais sobreviventes, é no entanto difícil hoje em dia confirmar que os antigos vexilos tivessem realmente este aspeto.
O único vexilo militar romano sobrevivente na atualidade está datado da primeira metade do século III, tendo sido encontrado no Egito pouco antes de 1911. Encontra-se atualmente no Museu Pushkin em Moscovo, Rússia. Trata-se um pano de linho grosso com a imagem da deusa Vitória, medindo 47×50 cm. Da borda inferior do pano pendem os restos de uma franja e há evidências que o mesmo esteve a certa altura suspenso de uma peça de madeira de junco. Desconhece-se a que unidade militar pertenceu, bem como qual a sua exata proveniência.

## Uso no exército da antiga Roma

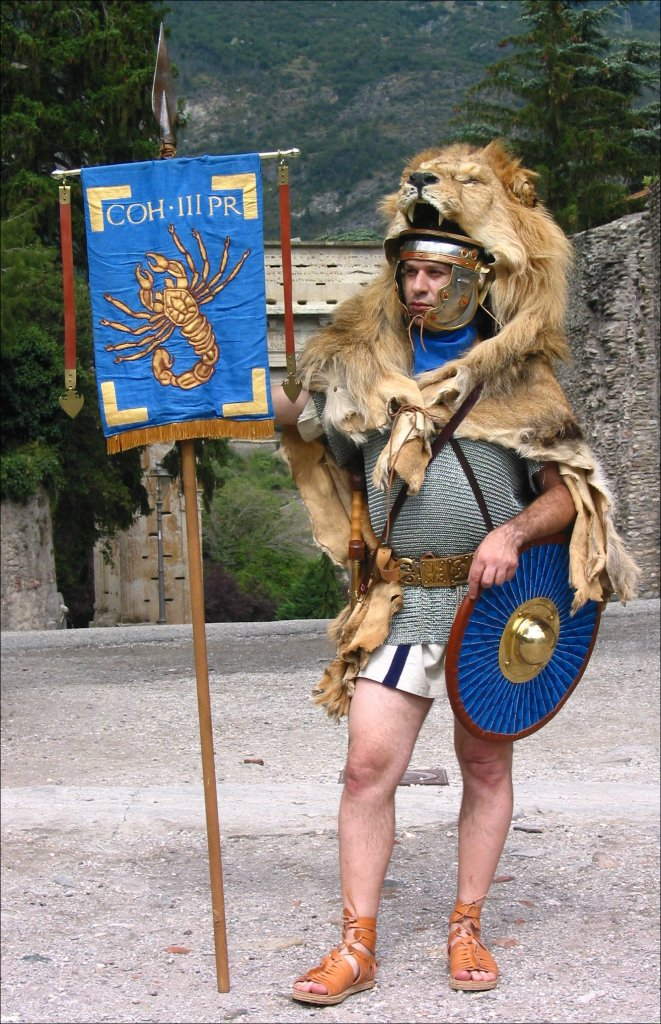
Reconstituição moderna de um vexilário, empunhando um vexilo com o escorpião, símbolo da Guarda Pretoriana.

Os vexilos constituíam a insígnia principal de alguns tipos de unidades militares romanas, especialmente das tropas de cavalaria (em latim: equites) e auxiliares (em latim: auxilia). Por outro lado eram as insígnias principais dos destacamentos das legiões, criados temporariamente como forças-tarefa, no período do Principado romano, que por essa razão eram denominados "vexilações" (em latim: vexillationes). 
Pensa-se que o vexilo possa também ter sido usado como uma das insígnias principais das próprias legiões, em paralelo com a imagem do imperador (em latim: imago) e a águia (em latim: aquila), mas isto não está inteiramente esclarecido pelas fontes sobreviventes da época.
Um porta-vexilo era designado "vexilário" (em latim: vexillarius ou vexillifer). Tal como as bandeiras e estandartes regimentais dos exércitos ocidentais do início da Idade Moderna, os vexilos eram considerados símbolos valiosos das unidades que representavam, sendo aguerridamente defendidos em combate. Eram no entanto considerados menos importante que as águias das legiões.
O vexilo também serviu como uma bandeira de sinalização e como distinção militar concedida a oficiais de alta patente, como por exemplo a Marco Agripa .

## Uso geral e posterior
O lábaro (em grego:  λάβαρον, lábaron) - estandarte adotado por Constantino, o primeiro imperador cristão de Roma - constituía um vexilo, mas tendo a usual ponta de lança da haste substituída pelo símbolo "Chi Rho" (☧).
Na Itália e depois em alguns outros países da Europa medieval, as bandeiras pendentes de uma travessa horizontal - análogas aos vexilos romanos - passaram a ser conhecidas como "gonfalões". Ainda hoje, quase todas as regiões, províncias e comunas italianas preservam o uso gonfalões como bandeiras de desfile, encontrando-se entre os poucos exemplos de insígnias em forma de vexilo usadas na atualidade. Já nos países ibéricos, as bandeiras deste tipo passaram a ser usualmente referidas como "pendões".
Também muitas das bandeiras processionais cristãs têm ainda hoje o formato de vexilos, sendo frequentemente chamadas "lábaros", como referência ao estandarte do imperador Constantino. Já a Legião de Maria preserva ainda a designação "vexilo" para os seus estandartes.
O vexilo constituía a única signa (em latim: signum) romana feita de pano, sendo por isso considerado uma forma primitiva de bandeira. Por isso mesmo, o estudioso de bandeiras Whitney Smith cunhou o termo "vexilologia", que designa o estudo das bandeiras, a partir da palavra "vexilo". Por outro lado, de "vexilo" também se originou o termo "vexilóide", que designa um objeto que não é uma bandeira, mas que é usado como tal.